# Ambrogio Fogar
Ambrogio Antonio Fogar (Milano, 13 agosto 1941 – Milano, 24 agosto 2005) è stato un navigatore, esploratore, scrittore e conduttore televisivo italiano.

## Biografia
Figlio di Antonio Fogar, funzionario delle Assicurazioni Generali, e Alma, docente; è il secondo di quattro fratelli. Nato e cresciuto a Milano, si dedica all'avventura fin da giovanissimo; è a Trieste, città natale del padre, che vede per la prima volta il mare. A neanche 18 anni aveva già attraversato per ben due volte le Alpi con gli sci, oltre ad aver intrapreso imprese come scalatore. In questo periodo, inoltre, si diploma in ragioneria. Tra le competizioni sciistiche più importanti a cui ha preso parte figurano la Marcialonga in Italia e la Vasaloppet in Svezia, gareggiando sulle distanze di 70 km e 90 km.
Poco più che maggiorenne inizia a praticare il paracadutismo e si dedica in seguito al volo acrobatico. Poco dopo aver terminato il servizio militare di leva, durante il suo 56º lancio un inconveniente tecnico mette a rischio la sua vita: il paracadute non si apre e precipita a 100 km/h; fortunatamente si salva. In questo periodo, nutrendo interesse per la politica internazionale e la sociologia, ha frequentato scienze politiche presso l'Università Cattolica del Sacro Cuore (UCSC) di Milano. Ambrogio Fogar, inoltre, prende il brevetto di pilota per piccoli aerei acrobatici; sempre in questi anni ha lavorato anche alla Scala di Milano. Era anche radioamatore, a lui era assegnato il nominativo I2NSF.

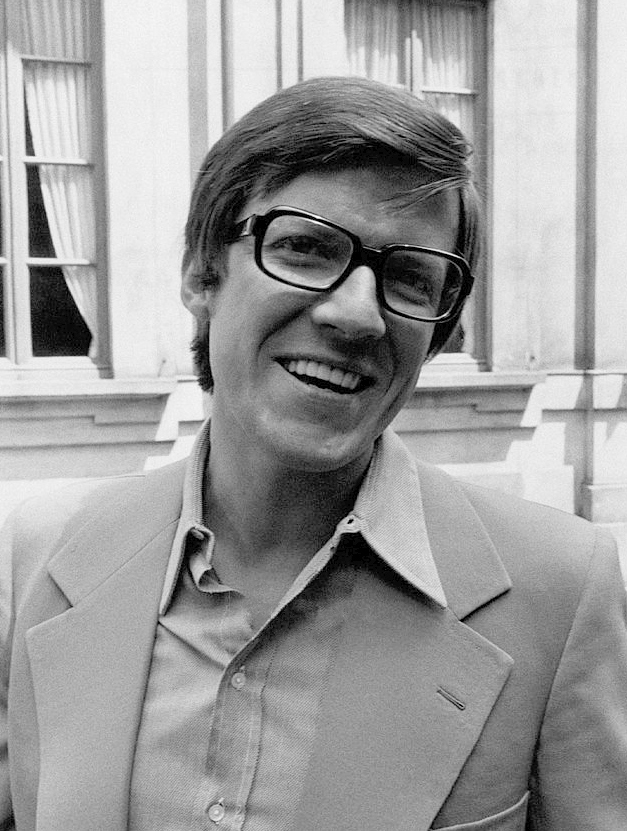
Ambrogio Fogar nel 1972 a Milano

Dopo l'aria passa all'esperienza sul mare: tra la fine degli anni '60 e gli inizi degli anni '70 partecipa a varie regate nel Mediterraneo. Nel 1972 attraversa il Nord-Atlantico in solitaria e per quasi tutto il viaggio senza l'uso del timone a causa di un'avaria. La transatlantica in solitario, la OSTAR 1972, lo porterà ad essere uno dei primi due italiani ad aver compiuto questa impresa. Nel 1973 partecipa alla regata Cape2Rio Città del Capo-Rio de Janeiro.
Nel 1973 pubblica per la Bietti Il mio Atlantico; con il libro si aggiudica il premio CONI per la letteratura e l'anno successivo il Premio Bancarella Sport.
Dal 1º novembre 1973 al 7 dicembre 1974, per un totale di 402 giorni, esegue la circumnavigazione del globo in solitaria da est verso ovest, cioè in direzione opposta rispetto alle correnti, con uno sloop, un tipo di barca a vela, chiamato "Surprise". Questo giro del mondo nella direzione opposta ai venti e alle correnti predominanti, iniziato ed anche terminato a Castiglione della Pescaia (GR) nelle acque della Toscana, lo fa di fatto entrare come primo italiano nell'olimpo dei suoi predecessori, quali lo statunitense Joshua Slocum e i britannici sir Francis Chichester e Chay Blyth.
Nel 1974 viene premiato, dal Comitato olimpico nazionale italiano (CONI), con la Medaglia d'oro al valore atletico per meriti eccezionali in base all'articolo 2 del regolamento della circumnavigazione in solitario in barca a vela. Sempre nel 1974 riceve il Grifone d'oro per aver compituto la circumnavigazione del globo, impresa caratterizzata dalle eccezionali doti di coraggio e perizia, e dall'esaltazione dei valori dello spirito che possono prevalere sulla materia e dare un senso e un ideale alla vita umana.
Il 13 gennaio 1975 è stato nominato Commendatore dell'Ordine al Merito della Repubblica Italiana; nello stesso anno con il "Surprise" affianca lo yacht del Presidente dell'Egitto Sadat durante la riapertura del Canale di Suez. Inoltre, nel 1975, pubblica per la Rizzoli il best seller 400 giorni intorno al mondo. Sempre nello stesso anno, il 17 novembre, nasce a Tradate la sua primogenita Francesca, avuta da Maria Teresa Panizzoli. Inoltre, nel 1975, ha ricevuto il "Premio atleta dell'anno".
Negli anni '70, inoltre, è stato il padrino di cresima di Guido Meda.
Nel 1976 è la volta di un'altra transatlantica in solitario, Ambrogio Fogar affronta la OSTAR 1976. Pubblica il libro Messaggi in bottiglia. Da un catamarano in mezzo all'Atlantico - O.S.T.A.R. '76 edito da Landoni.
L'anno successivo decide di esplorare il Triangolo delle Bermude e lo fa insieme a Enzo Maiorca e Uri Geller. Nello stesso anno, inoltre, pubblica L'ultima leggenda, edito da Rizzoli.
Sempre nel 1977 si prepara per una nuova impresa a bordo del "Surprise", si tratta di una traversata transatlantica a cui partecipa anche Alberto Rudi, cognato di Ambrogio Fogar in quanto marito della sorella di Ambrogio, Maria Grazia. Nel 1978, precisamente il 6 gennaio, salpa da Mar del Plata intraprendendo la navigazione verso l'Antartide; però, il 18 gennaio, al largo delle isole Falkland nel Sud dell'Oceano Atlantico, la sua imbarcazione viene colpita da un branco di orche o balene e affonda in poco tempo. Con lui c'è il suo amico e compagno di viaggio, il giornalista Mauro Mancini. I due, che riescono a portare con loro sulla zattera autogonfiabile di salvataggio solo un po' di zucchero e un pezzo di pancetta e a uccidere a colpi di remi due cormorani nelle settimane successive, sopravviveranno in mare bevendo acqua piovana e nutrendosi di una specie di telline che si attaccava al fondo della zattera. Il 2 aprile, dopo 74 giorni alla deriva, vengono finalmente individuati e soccorsi dal mercantile greco Master Stefanos al comando di Johannis Kukunaris. In gravissime condizioni, i due hanno perso circa 40 chilogrammi ciascuno, e due giorni dopo Mauro Mancini muore di polmonite. Solo Ambrogio Fogar riesce a sopravvivere.
Nel 1978 pubblica La zattera,  edito da Rizzoli, e Il giro del mondo del Surprise, edito Epipress-Famiglia cristiana; nello stesso anno riceve il Premio Barendson. Nel 1979 vince il Premio Bancarella Sport con il libro La zattera edito da Rizzoli; nello stesso anno viene pubblicato il vinile Ambrogio Fogar - Chi è la mamma del Sole? per la Lotus. Riceve la medaglia d'oro al valore marinaro.
Negli anni '80 Ambrogio Fogar è il direttore della collana Dentro l'avventura pubblicata per Rizzoli Junior. Tra il 23 e il 26 febbraio 1980, sul Pizzo Fornalino delle Alpi Pennine, Ambrogio Fogar, Graziano Bianchi e Ambrogio Veronelli, sulla parete est, aprirono una via d'arrampicata lunga 350 m, fino alla vetta. Nel 1981 partecipa al "Grand Prix", correndo sulla distanza di 20,8 km; la corsa su strada si è sviluppata nei territori del meratese.
Negli anni '80, insieme a Claudio Schranz, fece due spedizioni polari. Sempre negli anni '80 trascorre due mesi in Alaska per imparare a guidare i cani da slitta; poi si sposta sull'Himalaya e in Groenlandia; inoltre trascorre una settimana in un crepaccio sull'Adamello; tutto questo per prepararsi per la sua prossima impresa. Infatti, nel 1983, in compagnia del fido Armaduk, il suo forte cane eskimo, conquista a piedi il Polo nord. L'impresa è durata 51 giorni. Negli anni '80, inoltre, Armaduk spesso viene contrattato da un'azienda che produce alimenti per animali e, oltre ad avere il suo nome e la sua immagine sulle confezioni, intraprende anche dei tour promozionali. Sia Ambrogio Fogar sia Armaduk, inoltre, diventano personaggi della LEGO. Armaduk morirà il 24 febbraio 1993 di vecchiaia, all'età di 17 anni; il 4 ottobre 2022, nella Giornata mondiale degli animali, gli sarà dedicata un'area sgambamento cani a Desio.
Nel 1983 pubblica Sulle tracce di Marco Polo, edito da Mondadori, e Verso il Polo con Armaduk, edito da Rizzoli. È il protagonista di Poli Mirabilia - La marcia sul pack e altre meraviglie, radio-documentario presentato al Prix Italia nel 1983 e trasmesso da Rai Radio 1 nel 1984.
Gli anni '80 fanno da sfondo a due importanti momenti sentimentali: avviene la rottura con Maria Teresa Panizzoli e, nello stesso decennio, inizia una relazione con la donna che sarà la sua ultima compagna, l'ungherese Katalin Szijarto.
Diventa conduttore televisivo e abile divulgatore, mettendo a frutto le proprie capacità di esploratore, con il fortunato programma d'avventura Jonathan - Dimensione avventura da lui creato e trasmesso su Canale 5 dal 1984 al 1986 e successivamente su Italia 1 dal 1986 al 1991. Per realizzare il programma Ambrogio Fogar ha girato il mondo con la sua troupe, realizzando immagini di rara bellezza e spesso in condizioni di estremo pericolo. Parallelamente, trasmesso sulle stesse reti negli stessi anni, Ambrogio Fogar conduce anche Antologia di Jonathan. Nel 1985 con Jonathan - Dimensione avventura vince il Gran Premio Internazionale dello Spettacolo e riceve quindi il Telegatto.
Nel frattempo, tra il 1987 e il 1988 co-conduce Parliamone, il talk di Buongiorno Italia, su Canale 5. Nel 1988 fonda una casa di produzione. Tra il 1989 e il 1991 conduce Campo base - Il mondo dell'avventura e Speciale campo base, programmi andati in onda per la televisione slovena su TV Koper-Capodistria e per la televisione italiana su Canale 5 e dal 1990 anche su TELE+2.
Pubblica sulle pagine del Corriere dei ragazzi la storia delle sue imprese e diventa anche direttore della rivista "Molto interessante", edita dalla Peruzzo. Dopo il mare è la volta del deserto e Ambrogio Fogar partecipa a tre edizioni del Rally Dakar (in quegli anni noto con il nome Parigi-Dakar) e a tre edizioni del Rally dei Faraoni, a bordo di veicoli, fuoristrada, Land Rover o Suzuki. Durante la sua vita, ha praticato vari sport tra cui anche la corsa: in particolare ha disputato delle maratone e ha corso anche distanze superiori ai 42 km, quali quelle sui 100 km. Nel 1990 riceve il Premio Panathlon International.
Il 31 luglio 1991 nasce a Milano la sua secondogenita Rachele, avuta dall'ungherese Katalin Szijarto. Di professione modella, ha ereditato dal padre la passione per le sfide e gli sport estremi; ha inoltre anche il brevetto di paracadutismo e alcune patenti tra cui quella nautica. Partecipa anche a vari reality, come per esempio Pechino Express 7 - Avventura in Africa o Calzedonia Ocean Girls, ad alcuni dei quali ha partecipato insieme all'amica e collega Linda Morselli.
Il 12 settembre 1992 Ambrogio Fogar è vittima di un gravissimo incidente in Turkmenistan, durante l'ottava tappa del rally Pechino-Mosca-Parigi nel quale compone un equipaggio con Giacomo Vismara. Il fuoristrada, un Range Rover della Land Rover, si ribalta per via di una grossa pietra situata sotto la sabbia; il suo compagno esce miracolosamente illeso, ma Ambrogio Fogar subisce la frattura della seconda vertebra cervicale e rimane quasi completamente paralizzato. Questa disgrazia non riesce però a domare il suo spirito d'avventura e di divulgatore.
Dal 1996 al 2005 prende parte a Galapagos, programma televisivo trasmesso su Canale 5, in cui cura e conduce in particolare la rubrica Ritorno di un amico. Nel 1997, su una sedia a rotelle basculante, partecipa al giro d'Italia in barca a vela. Non smettendo mai di lottare e non arrendendosi alla malattia, dice: «Io resisto perché spero un giorno di riprendere a camminare, di alzarmi da questo letto con le mie gambe e di guardare il cielo…». Sempre nel 1997 pubblica il libro Solo. La forza di vivere, edito da Mondadori. L'anno successivo è protagonista del documentario-fiction Ambrogio Fogar - Il viaggio trasmesso da Italia 1.
In questo periodo è testimonial per la campagna di raccolta fondi dell'associazione miolesi e per la crociata di Greenpeace contro la caccia alle balene. Collabora, inoltre, con La Gazzetta dello Sport e No Limits World. Negli anni le sue avventure sono state raccontate anche tramite fumetto. Inoltre Ambrogio Fogar è stato spesso testimonial pubblicitario; con la Bayer, oltre al ruolo di testimonial, narra in brevi racconti all’interno delle pubblicità sue esperienze di vita che si traducono in insegnamenti.
Nel 2001 viene insignito del Premio Cantello e l'anno successivo della cittadinanza onoraria di Cantello.
Nel 2005 pubblica Contro vento. La mia avventura più grande, edito da Rizzoli, che riscuote molto successo e ha ben tre edizioni in tre mesi. L'anno successivo viene pubblicato il suo ultimo libro Quando c'era Superman. L'ultima avventura di una vita controvento, edito da Piemme.

### Morte

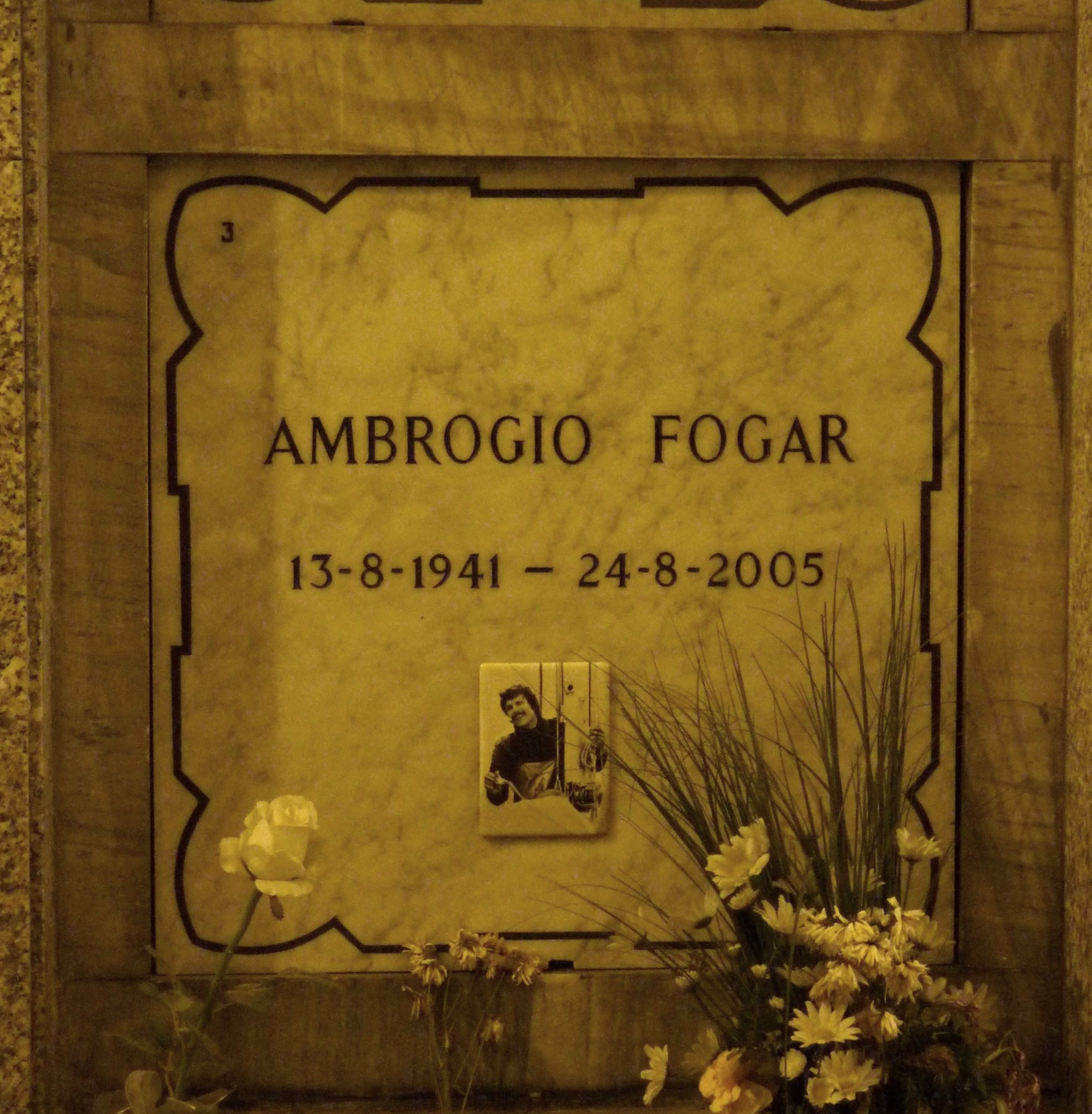
Ambrogio Fogar - Cripta del Famedio - Cimitero monumentale di Milano

Muore il 24 agosto 2005 per infarto cardiaco. Cremato, le sue ceneri vengono tumulate nella cripta del Famedio del cimitero monumentale di Milano. Tra le molte persone illustri che hanno manifestato il loro cordoglio anche il Presidente della Repubblica Italiana. Nello stesso anno della morte viene insignito con l'Ambrogino d'oro - Medaglia d'oro alla memoria; nel 2006 gli viene riconosciuto il premio speciale alla memoria "Angelo dell'anno" per il suo impegno in ambito sociale. Nel decennale della morte gli viene riconosciuta la medaglia d'oro alla memoria.

## Controversie
Durante la sua vita fu al centro di diverse polemiche. Nella prima metà degli anni settanta venne accusato di plagio. Fogar scrisse un libro dopo il suo viaggio attorno al mondo da est a ovest, intitolato 400 giorni intorno al mondo che divenne anche un best seller; tuttavia un lettore si accorse che sei pagine di quel libro erano copiate dal libro Trekka intorno al mondo del navigatore britannico John Guzzwell. Fu assolto perché si stabilì che non si trattava di plagio in quanto si appurò che una segretaria non aveva virgolettato il testo in questione come da Ambrogio Fogar richiesto.
Nel 1978 ci furono le critiche legate al naufragio con l'amico Mauro Mancini, quando venne accusato di incoscienza e sventatezza per la morte del compagno, avvenuta due giorni dopo il salvataggio a causa di una polmonite. Le critiche andarono scemando; inoltre nel 2009 la vedova di Mancini diede al Corriere della Sera una lettera del marito in cui si poteva leggere di Ambrogio Fogar come di un uomo coraggioso, equilibrato e buono, mettendo dunque un punto definitivo alla questione.
Altre critiche Fogar le ricevette in occasione della spedizione al polo nord con una slitta e accompagnato solo dal cane Armaduk. Come detto anche da lui stesso, per passare alcuni tratti pericolosi della banchisa Fogar si servì di un piccolo aeroplano; quell'anno ci fu il disgelo prematuro e rischiava di andare alla deriva. Ambrogio Fogar già in data 2 aprile 1983 aveva scritto una lettera dal pack in cui informava dell'aeroplano. La lettera fu fatta pervenire, tramite il pilota dell'aereo, al direttore del Corriere della Sera e pubblicata una settimana prima dell'arrivo al polo nord.

## Riconoscimenti
Ambrogio Fogar fu insignito con varie onorificenze e ha ricevuto vari riconoscimenti. Fu nominato Commendatore dell'Ordine al Merito della Repubblica Italiana, ricevette la Medaglia d'oro al valore atletico per meriti eccezionali, la medaglia d'oro al valore marinaro e la medaglia d'oro alla memoria. Gli venne riconosciuto il "Premio atleta dell'anno" e il Grifone d'oro per aver compiuto la circumnavigazione del globo, impresa caratterizzata dalle eccezionali doti di coraggio e perizia, e dall'esaltazione dei valori dello spirito che possono prevalere sulla materia e dare un senso e un ideale alla vita umana.. Negli anni, conseguì vari riconoscimenti, televisivi come il Gran Premio Internazionale dello Spettacolo, il Telegatto,; letterari, come il Premio Bancarella Sport o il premio CONI per la letteratura. Venne insignito con l'Ambrogino d'oro - Medaglia d'oro alla memoria per tutte le imprese memorabili della sua vita e gli fu riconosciuto il premio speciale alla memoria "Angelo dell'anno" per il suo impegno in ambito sociale. Gli fu consegnata la cittadinanza onoraria di Cantello, e ottenne pure il premio Panathlon International, il Premio Barendson e il Premio Cantello.

## Omaggi
Il 7 dicembre 1998 gli fu dedicato l'asteroide della fascia principale 25301 Ambrofogar, corpo celeste scoperto da Andrea Boattini e Maura Tombelli.
Nel giorno della sua morte, il 25 agosto 2005, gli fu intitolato un rifugio alpino, il bivacco Ambrogio Fogar, situato sul Fornalino, in Val Bognanco nelle Alpi Pennine in Piemonte.
Nel 2005, nel giorno della morte, Rete 4 trasmise un documentario dal titolo Ambrogio Fogar, l'ultimo eroe. Realizzato con il contributo di Ambrogio Fogar nel 1998, ne ripercorre la vita e le imprese con il supporto di interviste e filmati d'epoca. La sua vita fu trattata anche nel programma Sfide, su Rai 3, nel 2008. Il naufragio, invece, fu oggetto dello spettacolo teatrale del 2018 74 giorni sospesi, per la regia di Massimo Navone.
Dall'anno dopo la sua morte la Lega navale italiana (LNI) organizzò nel mar Mediterraneo la "Regata Ambrogio Fogar" con il "Trofeo Ambrogio Fogar". Nel 2009 nasce la Scuola di Escursionismo "Ambrogio Fogar" del CAI (Club Alpino Italiano), ridenominata nel 2014 in "Fogar-Bonatti".
Nel 2015 a Milano, presso A.N.M.I. (Associazione nazionale marinai d'Italia), si tenne una mostra dedicata ad Ambrogio Fogar. L'anno successivo, il 24 maggio, a Milano gli è stata intitolata un'area verde, si tratta del giardino Ambrogio Fogar, situato di fronte alla Darsena di Porta Ticinese; tra i vari sostenitori dell'iniziativa l'A.N.M.I. (Associazione nazionale marinai d'Italia).
Il 9 febbraio 2022 Giacomo Bolzoni pubblica il libro Fogar: controcorrente in solitaria per la collana Grandi imprese della storia, edito dalla RCS MediaGroup.

### Omaggi della famiglia
A un anno dalla scomparsa del padre, la figlia Francesca scrisse, insieme alla giornalista Marta Chiavari, un libro-intervista, intitolato Ti aspetto in piedi; inoltre dal 2007 al 2010 cura e conduce il programma Jonathan, sulle tracce dell'avventura, che propone una riedizione del programma del padre. La figlia Rachele si laurea nel 2014 in Scienze linguistiche e Letteratura straniera all'Università Cattolica del Sacro Cuore (UCSC) di Milano con una tesi sul padre intitolata No Limits, l'esperienza giornalistica di Ambrogio Fogar.
Nel 2010 la famiglia Fogar decise di donare la zattera su cui il padre rimase per 74 giorni al Galata − Museo del mare di Genova; invece, la slitta dell'impresa al polo nord è stata esposta al Museo dello sport di Torino.
Nel 2016 la figlia Francesca partorisce il suo terzogenito e decide di chiamarlo Achille Ambrogio, in onore del nonno.
Nel 2024, a 50 anni dalla circumnavigazione del globo in solitaria, viene pubblicata la nuova edizione di 400 giorni intorno al mondo, con le prefazioni delle figlie Francesca e Rachele, per la casa editrice TEA.

## Televisione
- Jonathan - Dimensione avventura (Canale 5, 1984-1986; Italia 1, 1986-1991)
- Antologia di Jonathan (Canale 5, 1984-1986; Italia 1, 1986-1991)
- Parliamone - talk di Buongiorno Italia (Canale 5, 1987-1988)
- Campo base - Il mondo dell'avventura (TV Koper-Capodistria, Canale 5, 1989-1991; TELE+2, 1990-1991)
- Speciale campo base (TV Koper-Capodistria, Canale 5, 1989-1991; TELE+2, 1990-1991)
- Galapagos con rubrica Ritorno di un amico (Canale 5, 1996-2005)

## Radio-documentari
- Poli Mirabilia - La marcia sul pack e altre meraviglie (Rai Radio 1, 1984) - Presentato al Prix Italia 1983

## Documentari
- Ambrogio Fogar - Il viaggio (Italia 1, 1998) - documentario-fiction
- Ambrogio Fogar, l'ultimo eroe (Rete 4, 2005)

## Opere
Ambrogio Fogar fu autore di diversi libri: con Il mio Atlantico e La zattera vinse il Premio Bancarella Sport, rispettivamente nel 1974 e nel 1979; con Il mio Atlantico ottenne anche il premio CONI per la letteratura nel 1973.
- Il mio Atlantico. 1972: transatlantica in solitario Plymouth-Newport; 1973: seconda regata atlantica Cape Town-Rio de Janeiro, Milano, Bietti, 1973, OCLC 799807255.
- 400 giorni intorno al mondo, Presentazione di Beppe Croce, Appendici di Eolo Attilio Pretella, Nicolò Puccinelli, Sergio Malingher, Milano, Rizzoli, 1975, LCCN 78369336, OCLC 9280421. - nuova ed., con un'appendice di Mauro Mancini, i documenti della Marina Argentina e una aggiunta dell'autore sul «caso Fogar», Rizzoli, 1976; Collana BUR n.300, Milano, Rizzoli, maggio 1979; Prefazioni di Francesca e Rachele Fogar, Collana Teablu, Milano, TEA, novembre 2024, ISBN 978-88-502-7080-4.
- Messaggi in bottiglia da un catamarano in mezzo all'Atlantico -O.S.T.A.R. '76, Legnano, Edizioni Landoni, 1976, OCLC 955947332.
- L'ultima leggenda. Con le testimonianze di Edmondo Carabelli, Uri Geller, Enzo Majorca. Una spedizione nel Triangolo delle Bermude per capire umanamente e scientificamente uno dei misteri del nostro tempo, Milano, Rizzoli, 1977, OCLC 955236080. - Collana BUR n.527, Milano, Rizzoli, luglio 1983.
- La zattera. La vera storia di due uomini alla deriva per 74 giorni nell'oceano, Milano, Rizzoli, ottobre 1978, OCLC 797879865. - Milano, Club Italiano dei Lettori, 1979; Collana BUR Documenti n.420, Milano, Rizzoli, giugno 1981; Collana Leggere a scuola n.12, Firenze, Sansoni, 1980 - III ed., 1987.
- Il giro del mondo del Surprise, Milano, Epipress-Famiglia cristiana, 1978, OCLC 797106199.
- Sulle tracce di Marco Polo. La grande avventura di un leggendario viaggiatore del passato rivissuta da un temerario viaggiatore di oggi, collana Omnibus, Milano, A. Mondadori, aprile 1983, OCLC 10241932.
- Verso il Polo con Armaduk, Milano, Rizzoli, settembre 1983, ISBN 88-17-85369-0, LCCN 83225327, OCLC 800516283.
- Solo. La forza di vivere, collana Ingrandimenti, scritto con Stella Pende, Milano, A. Mondadori, ottobre 1997, ISBN 88-04-40392-6, OCLC 797333259.
- Contro vento. La mia avventura più grande, scritto con Giangiacomo Schiavi, Milano, Rizzoli, 2005, ISBN 88-17-00664-5, OCLC 260092657.
- Quando c'era Superman. L'ultima avventura di una vita controvento, scritto con Fabrizio Hugony, Casale Monferrato, Piemme, 2006, ISBN 88-384-8651-4, OCLC 644233670.